# Balistes rotundatus
Balistes rotundatus е вид лъчеперка от семейство Balistidae. Видът не е застрашен от изчезване.

## Разпространение и местообитание
Разпространен е в Индия, Маршалови острови, Острови Кук, Тайланд, Шри Ланка и Япония.
Среща се на дълбочина около 1362 m.

## Описание
На дължина достигат до 27,2 cm.